# オゾナ (テキサス州)
オゾナ（Ozona）は、アメリカ合衆国テキサス州のCDP。クロケット郡の郡庁所在地である。人口は2,343人（2021年推計）。

## 地理
オゾナは北緯30度42分32秒 西経101度12分15秒 / 北緯30.70889度 西経101.20417度に位置する。
アメリカ合衆国統計局によると、市の総面積は12.1km2で、全域が陸地である。

市の北には州間高速道路10号線がある。この市は出口365マイル付近にある。

## 気候
年間降水量は480mm。年間平均気温は18℃で最寒月の1月は6度で、最暖月の7・8月は27度である。

## 人口動静
2000年の国勢調査によると、人口は3,436人、1,255世帯、919家族が暮らしている。
人口密度は283.5/km2 (734.6/mi2).　1,514軒の住宅が、124.9/km2 (323.7/mi2)の平均的な密度で建っている。人種構成は、白人74.62%、アフリカン・アメリカン0.81%、先住民0.67%、アジア0.32%、太平洋諸島系0.03%、その他の人種20.93%、混血2.62%。　人口の60.13%はヒスパニック。
38.4%の世帯に18歳未満の未成年が住み、58.7%が既婚、10.7%が寡婦、26.7%が非家族。
24.8%の世帯が単身で、12.7%に65歳以上が住む。世帯の構成人数の平均は2.71人で、家族の平均は3.25人だった。
この都市の30.3%が18歳未満、7.4%が18-24歳、26.8%が25-44歳、23.1%が45-64歳、12.4%が65歳以上。年齢の中央値は36歳。女性100人あたり男性は94.8人。18歳以上の女性100人当たり男性は93.8人。
この都市の世帯の平均的な収入は28,565米ドルで、家族の平均的な収入は33,017米ドル。
男性の平均的な収入は30,998米ドル、女性は14,024米ドル。一人当たり収入は13,152米ドル。約16.8%の家族、21.5%の人口は貧困線以下で、18歳未満の人口の27.0%、65歳以上の20.5%を含む。